# Union Titus Petingen
Union Titus Petingen ist ein luxemburgischer Fußballverein aus Petingen.

## Geschichte
| Saison  | Liga           | Level | Platz | Tore  | Diff. | Punkte |
| ------- | -------------- | ----- | ----- | ----- | ----- | ------ |
| 2015/16 | Ehrenpromotion | II    | 2.    | 60:28 | +32   | 58     |
| 2016/17 | BGL Ligue      | I     | 6.    | 38:33 | 0+5   | 35     |
| 2017/18 | BGL Ligue      | I     | 9.    | 43:51 | 0-8   | 31     |
| 2018/19 | BGL Ligue      | I     | 8.    | 38:43 | 0-5   | 37     |
| 2019/20 | BGL Ligue      | I     | 4.    | 34:23 | +11   | 33     |
| 2020/21 | BGL Ligue      | I     | 16.   | 23:52 | −29   | 21     |
| 2021/22 | BGL Ligue      | I     | 11.   | 40:41 | −1    | 35     |
| 2022/23 | BGL Ligue      | I     | 4.    | 62:38 | +24   | 59     |
| 2023/24 | BGL Ligue      | I     | 8.    | 48:47 | +24   | 39     |
| 2024/25 | BGL Ligue      | I     | 9.    | 41:32 | +9    | 41     |

Union Titus Petingen wurde 2015 als Zusammenschluss der beiden Vereine CS Petingen und FC Titus Lamadelaine gegründet. Beide Vereine spielten zu diesem Zeitpunkt zweitklassig in der Ehrenpromotion. Union Titus Petingen nahm den Platz ein und startete somit in der Saison 2015/16 in der Ehrenpromotion. Bereits in der ersten Saison schaffte man den sofortigen Aufstieg in die BGL Ligue. Dort erreichte der Verein vier Jahre später mit dem 4. Rang die beste Platzierung und man qualifizierte sich für die UEFA Europa League. In der 1. Qualifikationsrunde unterlag man jedoch den Lincoln Red Imps aus Gibraltar mit 0:2.

## Vorgängervereine

### CS Petingen
Der Verein wurde 1910 gegründet. Während der deutschen Besetzung Luxemburgs hieß der Verein ab 1940 FV 08 Petingen. Seit 1944 trägt er wieder den Namen CS Pétange.
Zweimal erreichte der Club Sportif das luxemburgische Pokalfinale. 1992 unterlag er 0:1 gegen Avenir Beggen. 2005 gewann Petingen durch ein 5:0 gegen FC CeBra 01 den luxemburgischen Pokal. Durch den Pokalsieg nahm der CS Petingen in der Saison 2005/2006 erstmals in der Vereinsgeschichte an der Hauptrunde eines europäischen Wettbewerbs teil. In der Qualifikation zum UEFA-Pokal schied die Mannschaft durch ein 1:1 und 0:3 gegen AC Allianssi aus Finnland bereits in der ersten Runde aus.

#### Europapokalbilanz CS Petingen
| Saison  | Wettbewerb | Runde                  | Gegner       | Gesamt | Hin     | Rück    |
| ------- | ---------- | ---------------------- | ------------ | ------ | ------- | ------- |
| 2005/06 | UEFA-Pokal | 1. Qualifikationsrunde | AC Allianssi | 1:4    | 0:3 (A) | 1:1 (H) |

Gesamtbilanz: 2 Spiele, 1 Unentschieden, 1 Niederlage, 1:4 Tore (Tordifferenz −3)

### FC Titus Lamadelaine
Der Verein wurde 1948 gegründet und trug in seinem Wappen das Porträt des römischen Kaisers Titus, wonach der Verein benannt wurde. In der Saison 2013/14 stieg der Verein erstmals seit 57 Jahren wieder in die zweithöchste Klasse Luxemburgs, der Ehrenpromotion auf. In der Coupe de Luxembourg erreichte man in der Saison 1962/63 das Achtelfinale.
2014 gewann Titus durch ein 3:2 nach Verlängerung über US Esch den Coupe FLF, den nationalen Pokalwettbewerb für Vereine der 1., 2. und 3. Division (dritte bis fünfte Spielklasse).

## Kader Saison 2024/25
Stand: 5. Februar 2025
| 01 | André Barrela  | Luxemburg           |
| 38 | Paul Wiencierz | Deutschland         |
|    | Elias Damergy  | Frankreich Tunesien |

| 03 | Noe Vechviroon   | Deutschland Brasilien                    |
| 08 | Jérémy Mawatu    | Frankreich Kongo Demokratische Republik  |
| 11 | Mike Schneider   | Luxemburg                                |
| 36 | Wilson Kamavuaka | Kongo Demokratische Republik Deutschland |
| 44 | Grégoire Diatta  | Senegal                                  |
| 90 | Edin Osmanović   | Luxemburg Montenegro                     |
| 77 | Noa Lognard      | Belgien                                  |

| 10 | Belmin Muratović   | Luxemburg Montenegro              |
| 19 | Valentin Fuss      | Frankreich                        |
| 21 | Mylan Yans         | Belgien                           |
| 24 | Victor Trento      | Frankreich                        |
| 27 | Sambou Sarr        | Senegal                           |
| 28 | Valentin Steinmetz | Frankreich                        |
| 40 | Dino Sabotic       | Luxemburg Bosnien und Herzegowina |
| 60 | Yassin Lazaar      | Belgien Marokko                   |
| 70 | Till Hermandung    | Deutschland                       |
| 97 | Lucas Figueiredo   | Luxemburg Portugal                |
|    | Ayoub Erraji       | Deutschland Marokko               |
|    | Andrews Flomo      | Belgien                           |

| 09 | Leon Elshan             | Luxemburg Kosovo    |
| 17 | Ruben Goncalves Matheus | Luxemburg Portugal  |
| 18 | Marwan Chafaa           | Frankreich Algerien |
| 29 | Oscar Faulds            | Neuseeland Schweden |
| 88 | Bakary Sissoko          | Frankreich Mali     |
| 97 | Florik Shala            | Luxemburg Kosovo    |
| 99 | Dalil Ali               | Frankreich Algerien |

## Europapokalbilanz
| Saison  | Wettbewerb         | Runde                  | Gegner              | Gesamt | Hin     | Rück    |
| ------- | ------------------ | ---------------------- | ------------------- | ------ | ------- | ------- |
| 2020/21 | UEFA Europa League | 1. Qualifikationsrunde | Lincoln Red Imps FC | 0:2    | 0:2 (A) | 0:2 (A) |

Gesamtbilanz: 1 Spiele, 1 Niederlage, 0:2 Tore (Tordifferenz −2)

## Stadion
Ursprünglich spielte der Vorgängerverein CS Petingen im Stade Antoine Nangeroni in Petingen. In den 90er Jahren musste es dem Bau der N31 weichen und wurde abgerissen.
Seitdem spielt der Verein im 2.400 Zuschauer fassenden Stade Municipal de Pétange, welches über einen Rasenplatz (110 × 64 m) sowie eine überdachte Tribüne mit 400 Sitzplätzen verfügt. Des Weiteren wird der benachbarte Kunstrasenplatz (100 × 60 m) und das Spielfeld Terrain Rue du Vieux Moulin in Lamadelaine als Spielstätte der Jugendmannschaften genutzt.

## Fans
Der Verein wird von einer Fangruppierung, den South Lions, bei jedem Heim- und Auswärtsspiel lautstark mit Trommeln, Fahnen und Schals unterstützt.

## Partenariat
Im Februar 2016 gab der Verein bekannt ein Partenariat mit dem portugiesischen Erstligisten Vitória Guimarães unterschrieben zu haben. Die Zusammenarbeit beider Vereine zielt auf die „Weitergabe von Wissen und Erfahrung auf der sportlichen Ebene“ sowie „den Austausch von Spielern und Trainern aus Luxemburg und Portugal“, wie es Vitoria-President Julio Mendes formulierte.